# Ámon második prófétája
Ámon második prófétája (ḥm nṯr sn-nw n ỉmn) magas rangú pap volt az ókori Egyiptomban, Ámon papságában. A hivatalt a XVIII. dinasztia uralmának elején hozták létre.

## Története

### Újbirodalom

Anen, Ámon második prófétája

Ámon második prófétájának hivatala I. Jahmesz fáraó, a XVIII. dinasztia első uralkodója idején jelent meg. Egy karnaki adománysztélé örökíti meg, hogy Jahmesz fáraó megvásárolta a címet és mindenkori viselőjének földet és javakat adott, valamint ügyintézőket nevezett ki mellé. Ámon második prófétáját Ámon isteni felesége alá rendelték. Jahmesz a címet feleségének, Ahmesz-Nofertari királynénak adományozta. A pozíció betöltője felelt a templomok birtokaiért, azok irányításáért, a műhelyekért, kincstárakért és az ezeket irányító személyzetért.
Hatsepszut és III. Thotmesz alatt Ámon második prófétája részt vett a karnaki templom építkezésének irányításában. Puimré felügyelte Hatsepszut egy ébenfa szentélyének felállítását, II. Thotmesz két obeliszkjének megalkotását, valamint turai mészkőből készült kapuk építését. Sírjából kiderül, hogy emellett az oázisokból érkező áruk és a Núbiából befolyó adók érkezését is ő felügyelte.

### A harmadik átmeneti korban
A XXI. dinasztia idején Ámon főpapjai, Pianh és I. Pinedzsem alatt Ámon második prófétájának pozícióját a főpapok rokonai töltötték be. Menheperré főpap idejétől Ámon második, harmadik, negyedik prófétájának tisztjét már nem a főpap családtagjai kapták, hanem thébai nemesek, akik gyakran beházasodtak a főpap családjába. A XXV. dinasztia idején, a núbiai uralkodók alatt ezek a papi pozíciók kikerültek a helyi családok kezéből. Sabaka Kelbaszkent nevezte ki negyedik prófétává, később pedig fiát, Hóremahetet főpappá. Taharka a fiát, Neszisutefnutot nevezte ki Ámon második prófétájává.

## A cím híres viselői
| Név                               | Dinasztia                            | Megjegyzés |
| --------------------------------- | ------------------------------------ | --- |
| Ahmesz-Nofertari                  | XVIII. dinasztia                     | I. Jahmesz felesége, I. Amenhotep anyja                                                                                     |
| Puimré                            | XVIII. dinasztia                     | Hapuszeneb Ámon-főpap veje                                                                                                  |
| Jahmesz                           | XVIII. dinasztia                     | Sírja a thébai TT121. Lehet, hogy nem Karnakban, hanem Deir el-Bahariban szolgált.                                          |
| II. Menheperrészeneb              | XVIII. dinasztia                     | Hatsepszut és III. Thotmesz uralkodása alatt.                                                                               |
| Noferhotep                        | XVIII. dinasztia                     | Rehmiré vezír fia. Lehet, hogy nem Karnakban, hanem Deir el-Bahariban szolgált.                                             |
| Merimaat                          | XVIII. dinasztia                     | Amethu vezír unokája, valószínűleg III. Thotmesz idejében élt.                                                              |
| Mahu                              | XVIII. dinasztia                     | Ábrázolják Pehszukher sírjában, a TT88-ban. Ő III. Thotmesz és II. Amenhotep alatt élt.                                     |
| Amenhotep Szisze                  | XVIII. dinasztia                     | IV. Thotmesz idejében élt, sírja a TT75                                                                                     |
| Nofer                             | XVIII. dinasztia                     | II. Amenhotep és III. Amenhotep ideje alatt                                                                                 |
| Anen                              | XVIII. dinasztia                     | Tiye királyné testvére. Sírja a TT120.                                                                                      |
| Szimut                            | XVIII. dinasztia                     | Anen utóda, III. Amenhotep uralmának vége felé.                                                                             |
| Ay (Yii)                          | XVIII. dinasztia                     | Tutanhamon és Ay idejéből. Szobra a Brooklyni Múzeumban.                                                                    |
| Roma-Roi                          | XIX. dinasztia                       | Később főpap. II. Ramszesz alatt szolgált.                                                                                  |
| Bakenhonszu                       | XIX. dinasztia                       | Roma-Roi fia. |
| Hornaht                           | XX. dinasztia                        | Sírja a TT236. |
| Neszamon                          | XX. dinasztia; i. e. 1074 körül      | Ramszesznaht főpap fia, Amenhotep főpap fivére.                                                                             |
| Hekanofer                         | XXI. dinasztia; i. e. 1070 körül     | Pianh főpap fia, I. Pinedzsem főpap fivére.                                                                                 |
| Amonherpamesa (?)                 | XXI. dinasztia; i. e. 1040 körül     | Talán I. Neszubanebdzsed idejében szolgált.                                                                                 |
| II. Neszubanebdzsed               | XXI. dinasztia                       | Menheperré főpap fia, később az el-hibai archívum szerint maga is főpap.                                                    |
| Tjanefer                          | XXI. dinasztia, i. e. 975 körül      | Menheperré főpap veje. Ámon harmadik prófétája, egyszer említik második prófétaként. Sírja a TT158.                         |
| Dzsedptahiufanh                   | XXII. dinasztia; i. e. 945-935 körül | Múmiája a DB320-ból került elő. A XXI. dinasztia királyi családjának tagja lehet. I. Sesonk uralkodása alatt halhatott meg. |
| Bakenamon                         | XXII. dinasztia                      | Thot és Ámon karnaki kápolnájának feliratairól ismert. I. Oszorkon vagy II. Oszorkon idején élt.                            |
| Pasereniszet (Pahered-(en)-Iszet) |                                      | Usébtikről és kanópuszedényekről ismert, melyeket Tehnehben találtak, ma Kairóban vannak.                                   |
| Harsziésze                        | XXIII. dinasztia; i. e. 855 körül    | Nahtefmut fia. |
| Dzsedptahefanh                    | XXIII. dinasztia, i. e. 835 körül    | III. Takelot fia. |
| Neszhorbedzset                    | XXIII. dinasztia; i. e. 740 körül    | III. Takelot idején élt. |
| Dzsedhonszuefanh                  | XXIII. dinasztia                     | Harsziésze fia. |
| Patdzsenfi                        | XXV. dinasztia; i. e. 720-700 körül  | Sabaka idején élt. |
| Neszisutefnut                     | XXV. dinasztia; i. e. 680 körül      | Taharka fia. |
| Neszhorbedzset                    | XXVI. dinasztia; i. e. 650-640 körül | |

## Fordítás
- Ez a szócikk részben vagy egészben  a   Second Prophet of Amun című angol Wikipédia-szócikk ezen változatának fordításán alapul.  Az eredeti cikk szerkesztőit annak laptörténete sorolja fel. Ez a jelzés csupán a megfogalmazás eredetét és a szerzői jogokat jelzi, nem szolgál a cikkben szereplő információk forrásmegjelöléseként.